# Agalmopolynema nubeculatum
Agalmopolynema nubeculatum är en stekelart som beskrevs av Fidalgo 1988. Agalmopolynema nubeculatum ingår i släktet Agalmopolynema och familjen dvärgsteklar. Inga underarter finns listade i Catalogue of Life.